# بحيرة سانت ريجيس السفلى

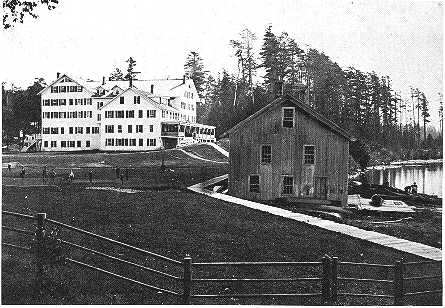
فندق بول سميث، حوالي عام 1892، بحيرة سانت ريجيس السفلى، على اليمين.

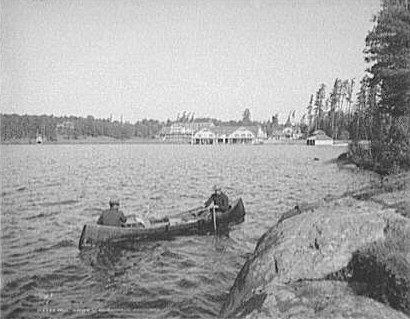
قارب إرشادي، بحيرة سانت ريجيس السفلى، صورة بول سميث في الخلفية ، 1903

بحيرة سانت ريجيس السفلى هي بحيرة تبلغ مساحتها 350 فدانًا (1.4 كم 2) وهي جزء من نهر سانت ريجيس في آديرونداكس في شمال ولاية نيويورك. تقع كلية بول سميث على الحافة الشمالية، وهي الموقع السابق لفندق بول سميث. إلى جانب بحيرة أبر سانت ريجيس وبحيرة سبيتفاير، اشتهرت في أواخر القرن التاسع عشر بكونها ملعبًا صيفيًا للنخبة القوية في أمريكا، تنجذب إلى المنطقة بجمالها الخلاب وسحر فندق بول سميث الريفي. إنه موقع كنيسة صغيرة، بُنيت في الأصل من جذوع الأشجار، سانت جون في البرية، والتي كانت في السابق تحضرها عائلات أنيقة وصلت في زوارق وقوارب تجديف ومراكب شراعية.
تحتفظ كلية بول سميث بالعديد من العجاف على البحيرة. الكلية هي بداية طريقين مشهورين للزوارق هماسبعة حمل والتسعة حمل. تقع البحيرة في مدينة برايتون.